# Sameer Dharmadhikari
Sameer Dharmadhikari (marathi: समीर धर्माधिकारी; 1978., Indija) indijski je glumac. Hrvatskim je gledateljima najpoznatiji po ulozi Siddhartha u indijskoj televizijskoj seriji Tvoja sam sudbina.

## Životopis
Sameer je umjetničku karijeru započeo 1999. godine u filmu Nirmala Machindra Kamble. Ubrzo nakon toga mogao se vidjeti u filmu Dil Kya Kare u režiji Prakash Jha film, no spomenuti film nije postigao uspjeh. 
Godine 2002. imao je malu ulogu u engleskom filmu Quicksand, dok je jedan od njegovih najvećih glumačkih uspjeha bila uloga u filmu Satta. U spomenutom filmu, u kojem je glavnu ulogu tumačila Raveena Tandon, Sameer je utjelovio političara Viveka Chauhana.

## Filmografija
| Godina | Naslov                        | Uloga                     |
| ------ | ----------------------------- | ------------------------- |
| 2010.  | City of Gold                  | Mahendra                  |
| 2009.  | For Real                      | Deepak Choudhury          |
| 2009.  | Samaantar                     | biološki sin Keshava Vaze |
| 2009.  | Ek Veer Stree Ki Kahaani      | Gangadhar Rao             |
| 2008.  | Tvoja sam sudbina             | Siddharth                 |
| 2008.  | Mumbai Meri Jaan              | Ajay Pradhan              |
| 2008.  | Colours of Passion            | Sayaji Rao Gaekwad        |
| 2007.  | Game                          | Ronnie/Rahul              |
| 2006.  | Manoranjan: The Entertainment | Adbhut Kumar/Saral Kumar  |
| 2006.  | Rafta Rafta: The Speed        | Akshay                    |
| 2006.  | Restaurant                    | -                         |
| 2005.  | Nigehbaan: The Third Eye      | Vikram                    |
| 2004.  | Raincoat                      | Alok                      |
| 2004.  | Agni Pankh                    | Sameer Kelkar             |
| 2003.  | Satta                         | Vivek M. Chauhan          |
| 2002.  | Quicksand                     | -                         |
| 1999.  | Dil Kya Kare                  | Handsome Private          |
| 1999.  | Nirmala Machindra Kamble      | Shyamrao 'Guruji' Kamble  |